# Јелена Бибић
Јелена Бибић (Београд, 29. децембар 1975), у уметничком свету позната и као Јека, српска је академска сликарка и дизајнерка. Носилац је титуле „Тесла амбасадор”.

## Биографија

### Образовање
Јелени Бибић су у детињству омиљена разонода биле књиге – и то „Анатомија за уметнике” и „Историја уметности”, што јој је посебно користило током даљег развоја и усавршавања. Оно што би измаштала претварала је у стварност сликајући, а касније и свирајући виолину. Захваљујући брижним родитељима, таленат јој је на време препознат. Почела је да похађа приватне часове и учи сликарске технике како би надоградила свој дар. Птице су одувек представљале предмет њеног интересовања, па се зато и њена прва незванична изложба зове по њима. Приредила ју је када је имала само пет година, да би прву озбиљнију изложбу имала у средњошколским данима. Била је импресионирана делима Микеланђела Буанаротија, Рембранта, Леонарда да Винчија, Пабла Пикаса, Милене Павловић Барили, Миодрага Миће Поповића, Владимира Величковића и других. Визионарски узор јој је пак био и остао Никола Тесла. Дипломирала је на београдском Факултету ликовних уметности 2011. године у класи проф. др Зорана Вуковића.

### Каријера
Јелена Бибић је позната као независна ауторка оригиналних ликовних композиција, које припадају савременој уметности. Прву самосталну изложбу са звањем академске сликарке, под називом „Орлов поглед”, приредила је у Галерији „СУЛУЈ” на Теразијама 30. маја 2015. године. Њени посетиоци су могли да виде шеснаест уља и акрилика на платну, који су инспирисани вишегодишњим посматрањем птица. Од тада до данас је била учесница великог броја самосталних и групних – приватних и јавних – изложби и других уметничких манифестација широм Европе, затим у Сједињеним Америчким Државама, Кини и Уједињеним Арапским Емиратима. У њеном опусу осим птица посебно место имају коњи, дивље животиње, живот на улици и портрети. Неретко експериментише, па ствара и мозаике, витраже и тродимензионалне слике.
Децембра 2023. добила је титулу „Тесла амбасадор”, коју јој је доделило Министарство спољних послова Србије за колекцију портрета у уљу „Тесла” и учешће у завршној манифестацији стратешке кампање српске дипломатије „Тесла – енергија мира”. Јануара 2024. примила је Награду „У духу Тесле” за 2023. годину (енгл. Tesla Spirit), на истоименој конференцији коју је по дванаести пут организовала Теслина научна фондација у хотелу „Њујоркер” у Њујорку. Истовремено, у холу хотела уприличена је и изложба слика, на којој је Јелена Бибић учествовала у друштву осталих уметника. Портрет Николе Тесле који је насликала трајно ће остати изложен у Теслином мини-музеју овог хотела.
Њен портрет са ликом Николе Тесле украсио је и насловну страну празничног (децембарског) издања месечника „Слово” из Торонта, у којем је у репортажи новинарке Марине Булатовић записано да је Јелена Бибић једна од учесника пројекта „Моја цигла за Теслу”.
Своју љубав према уметности Јелена Бибић несебично дели и са другима обучавајући младе уметнике у Србији и Кини.
Чланица је Удружења ликовних уметника Србије, Удружења ликовних уметника примењених уметности и дизајнера Србије и Управног одбора Галерије Дома ваздухопловства „Икар” у Земуну.
Живи и ради у Земуну.

## Колекције (избор)
- Abstract
- Zemun
- Animal
- Wild Bird
- Horse
- Idol
- Tesla
- Circus

## Награде и признања
- Титула „Тесла амбасадор” Министарства спољних послова Србије (Београд, 2023)
- Награда „У духу Тесле” Теслине научне фондације (Њујорк, 2024)